# Hagenberg im Mühlkreis
Hagenberg im Mühlkreis település Ausztriában, Felső-Ausztria tartományban, a Freistadti járásban, területe 15,1 km².

## Fekvése
Tengerszint feletti magassága 444 méter. Hagenberg im Mühlkreis Neumarkt im Mühlkreis, Pregarten, Wartberg ob der Aist és Unterweitersdorf településekkel határos.

## Népesség
Lakosainak száma 2737 fő (2018. január 1.).